# Breach (Band)
Breach war eine schwedische Sludge- und Hardcore-Punk-Band.

## Geschichte
Die Band wurde 1993 in Luleå gegründet und veröffentlichte ihr erstes Album 1995, im selben Zeitraum erschienen einige EPs. Pelle Gunnerfeldt von Fireside produzierte einige Alben der Band. Kurz nach der Veröffentlichung ihres vierten Albums Kollapse verkündete die Gruppe im Jahr 2002 ihre Auflösung.
Am 6. Dezember 2007 spielte die Band ein weiteres Konzert, welches damit endete, dass die Mitglieder der Band sämtliche ihrer Instrumente zerstörte. Dadurch wurden unter den Fans Spekulationen angeheizt, dass dies die letzte Show der Band war. Das Drumfinale von Tomas Turunen wurde von dem schwedischen Journalisten Per Bjurman als „bisher eine der besten Schlagzeugperformances in seinem Leben“ bezeichnet.

## Stil
Breach starteten als Metal-beeinflusste Hardcore-Band. Ab dem zweiten Album wurde der Sound düsterer und die Produktion harscher und roher als bei späteren Post-Hardcore-Bands; man nahm Einflüsse von Hardcore-Punk, Post-Rock, Crustcore und Black/Thrash Metal mit auf. Die Band kombiniert schnelle, metallische Parts mit atmosphärischen, und auf Kollapse auch unverzerrten Gitarrenläufen.

## Diskografie

### EPs
- 1994: Outlines
- 1996: Untitled
- 1996: Old Songs vs. New Beats
- 2000: Godbox

### Alben
- 1995: Friction
- 1997: It's Me God
- 2000: Venom
- 2001: Kollapse